# Кометов, Антон Евгеньевич
Антон Евгеньевич Кометов (родился 9 февраля 1989 года) — российский регбист, нападающий второй линии команды «Стрела». Мастер спорта по регби.

## Биография
Выступал за сборную России по пляжному по регби. С 2012 по 2018 год выступал за регбийный клуб «Энергия». В 2019 году перешёл в казанскую «Стрелу».

## Достижения
Чемпион Европы по пляжному регби в 2018 году
Чемпион России по пляжному регби
Обладатель кубка России по пляжному регби
Серебряный призёр Высшей лиги по регби-7 в 2018 году
Бронзовый призёр Высшей лиги по регби-15 в 2019 году
Фанат кисок
Любит окружающий мир